# 290074 Donasadock
290074 Donasadock è un asteroide areosecante. Scoperto nel 2005, presenta un'orbita caratterizzata da un semiasse maggiore pari a 2,1531187 UA e da un'eccentricità di 0,2451528, inclinata di 23,99921° rispetto all'eclittica.
L'asteroide è dedicato alla produttrice statunitense Dona Sadock.